# Mistrzostwa świata juniorów w short tracku
Mistrzostwa świata juniorów w short tracku − cykl zawodów sportowych przeznaczonych dla juniorów, którzy uprawiają dyscyplinę short tracku. Zawody są rozgrywane od 1994 roku.
MŚ juniorów zostały dotychczas czterokrotnie zorganizowane w Polsce. W 2001 i 2013 mistrzostwa odbyły się w Warszawie, w 2018 gospodarzem imprezy był Tomaszów Mazowiecki, zaś w 2022 Gdańsk, do którego mistrzostwa powróciły także w 2024.
W 2021 roku zmagania zostały odwołane z powodu pandemii COVID-19.

## Edycje
| Edycja | Gospodarz           | Data rozegrania           |
| ------ | ------------------- | ------------------------- |
| 1994   | Seul                |                           |
| 1995   | Calgary             |                           |
| 1996   | Courmayeur          |                           |
| 1997   | Marquette           |                           |
| 1998   | Saint Louis         |                           |
| 1999   | Montreal            |                           |
| 2000   | Székesfehérvár      |                           |
| 2001   | Warszawa            |                           |
| 2002   | Chuncheon           |                           |
| 2003   | Budapeszt           |                           |
| 2004   | Pekin               |                           |
| 2005   | Belgrad             |                           |
| 2006   | Miercurea Ciuc      |                           |
| 2007   | Mladá Boleslav      |                           |
| 2008   | Bolzano             |                           |
| 2009   | Sherbrooke          | 9–11 stycznia 2009        |
| 2010   | Tajpej              | 8–10 stycznia 2010        |
| 2011   | Courmayeur          | 25–27 lutego 2011         |
| 2012   | Melbourne           | 24–26 lutego 2012         |
| 2013   | Warszawa            | 22–24 lutego 2013         |
| 2014   | Erzurum             | 7–9 marca 2014            |
| 2015   | Osaka               | 27 lutego–1 marca 2015    |
| 2016   | Sofia               | 29–31 stycznia 2016       |
| 2017   | Innsbruck           | 27–29 stycznia 2017       |
| 2018   | Tomaszów Mazowiecki | 2–4 marca 2018            |
| 2019   | Montreal            | 25–27 stycznia 2019       |
| 2020   | Bormio              | 31 stycznia–2 lutego 2020 |
| 2021   | Salt Lake City      | 29–31 stycznia 2021       |
| 2022   | Gdańsk              | 4–6 marca 2022            |
| 2023   | Drezno              | 27–29 stycznia 2023       |
| 2024   | Gdańsk              | 22–25 lutego 2024         |
| 2025   | Calgary             | 27 lutego–2 marca 2025    |
| 2026   | Salt Lake City      | 26 lutego–1 marca 2026    |
| 2027   | Ałmaty              | 28–31 stycznia 2027       |